# هارون إدواردز (لاعب كرة قدم أسترالية)
هارون إدواردز (بالإنجليزية: Aaron Edwards)‏ هو لاعب كرة قدم أسترالية ساموي، ولد في 2 مارس 1984 في ساموا.

## وصلات خارجية
- هارون إدواردز على موقع AustralianFootball.com (الإنجليزية)
- هارون إدواردز على موقع AFLtables.com (الإنجليزية)